# Maello
Maello is een gemeente in de Spaanse provincie Ávila en in de regio Castilië en León. Maello heeft 627 inwoners (1 januari 2016).

## Geografie
Maello heeft een oppervlakte van 65 km² en grenst aan de gemeenten Labajos, Muñopedro, Sanchidrián, Santa María del Cubillo, Santo Domingo de las Posadas, Tolbaños en Villacastín.

## Burgemeester
De burgemeester van Maello is Victoriano Garcimartín Sanfrustos.

## Demografische ontwikkeling

### Volkstellingen
Bron: INE, 1857-2011: volkstellingen

### Jaarlijkse cijfers
| Jaar | Inwoners |
| ---- | -------- |
| 2001 | 633      |
| 2002 | 646      |
| 2003 | 659      |
| 2004 | 672      |
| 2005 | 690      |
| 2006 | 686      |
| 2007 | 708      |
| 2008 | 717      |
| 2009 | 747      |
| 2010 | 714      |
| 2011 | 714      |
| 2012 | 734      |
| 2015 | 647      |

## Galerij

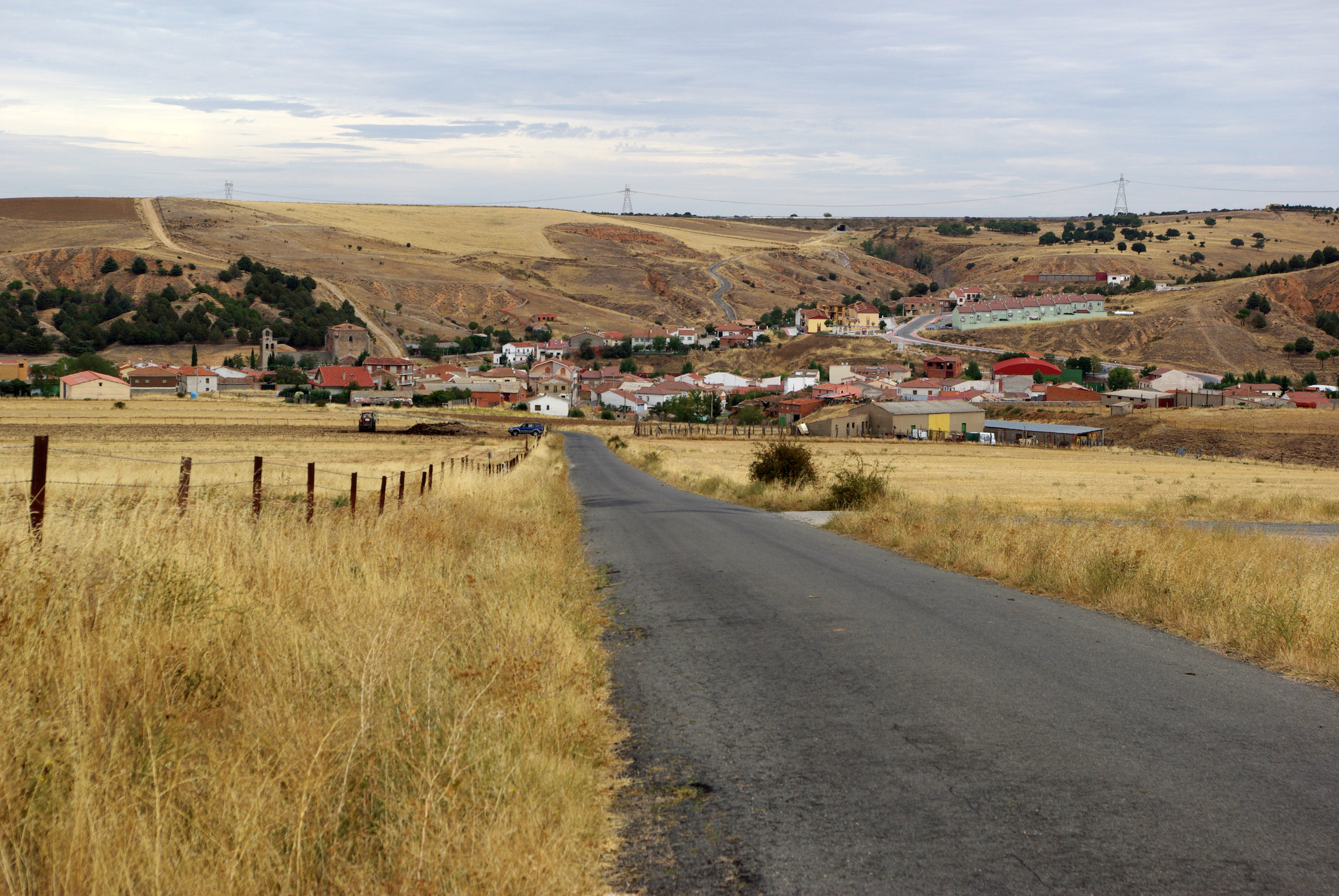
Uitzicht over Maello
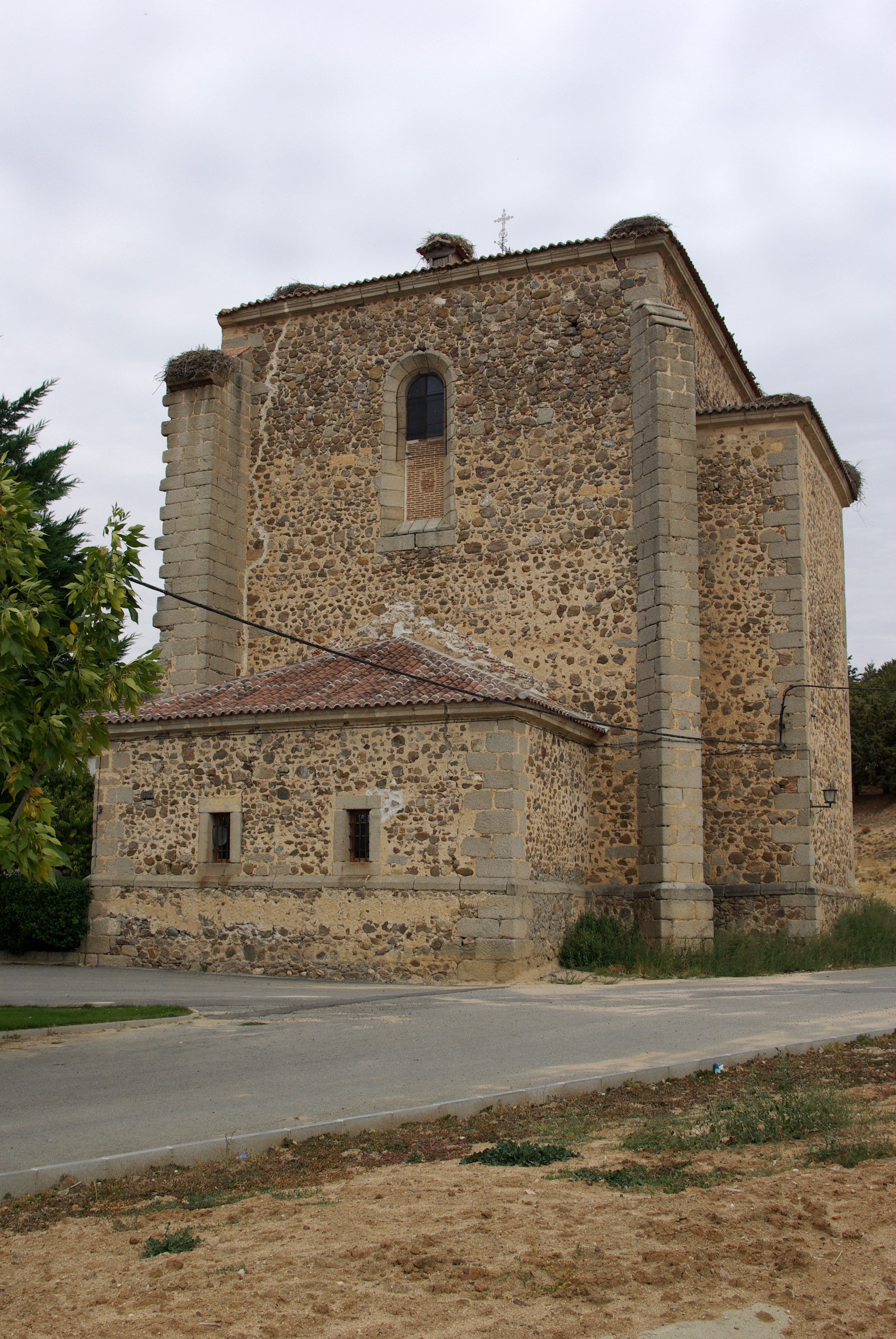
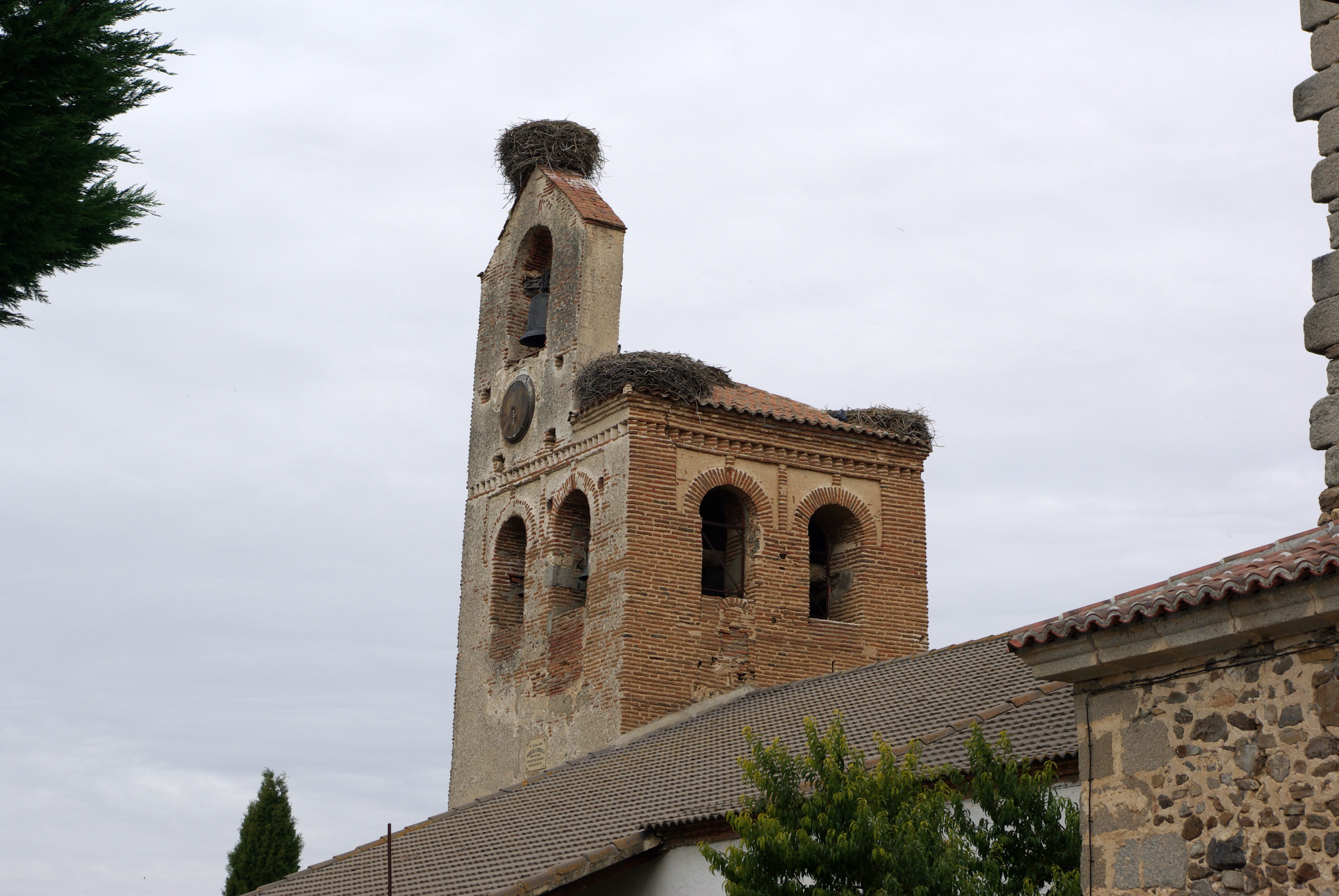
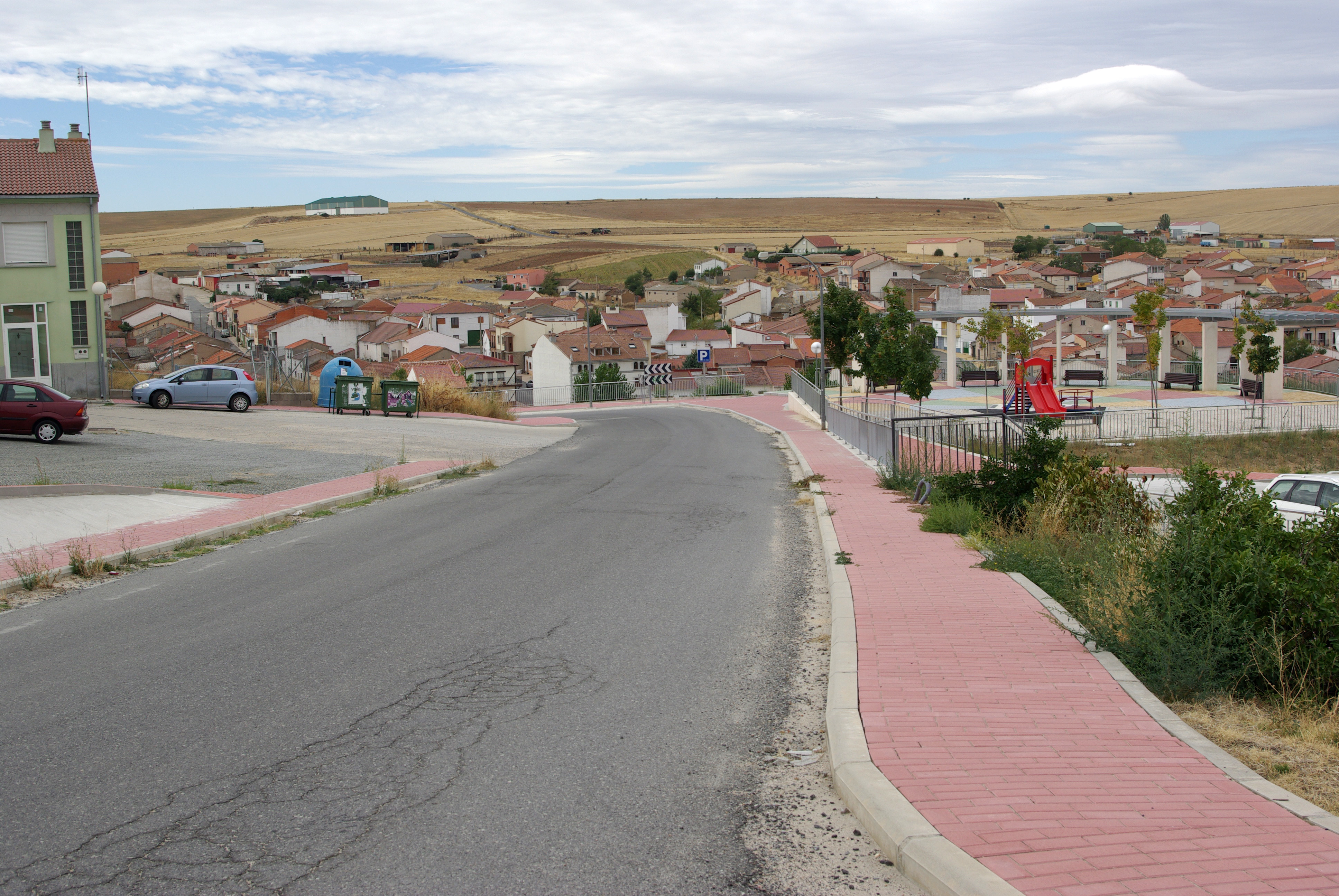